# Elsborg
Elsborg er en landsby i Højbjerg-Elsborg Sogn ca. 3 km sydvest for Rødkærsbro i Midtjylland. Landsbyen hører til Viborg Kommune.
Elsborg ligger i et bakket landskab 7 km vest for Tange Sø og er centreret omkring Elsborg Kirke. Området har dybe historiske rødder med spor fra middelalderen og oldtiden.

## Geografi og Administration
Elsborg ligger nær kommunegrænsen i den sydøstlige del af Viborg Kommune. Vest for landsbyen, på den anden side af grænsen findes landsbyen Sjørslev. Fra landsbyen er der cirka 4 km til henholdsvist Rødkærsbro Omfartsvej og Kjellerupvej (Primærrute 52). Der er busforbindelser til Rødkærsbro og Kjellerup.
Landsbyen ligger i et højtliggende og bakket terræn med overvejende god landbrugsjord og begrænset skov. Tange Å (Lilleå) og dens tilløb Vindelsbæk danner naturlige grænser mod syd (Højbjerg Sogn) og nordøst (det tidligere Middelsom Herred, Vindum Sogn). Arealet af det tidligere Elsborg Sogn var 798 hektar.
Administrativt har Elsborg siden strukturreformen i 2007 hørt under Viborg Kommune.

## Historie

### Middelalder

#### Navnets Oprindelse og Tidlige Kilder
De ældste skriftlige kilder, der nævner Elsborg, stammer fra middelalderen. Den ældste kendte form er Ælsburgh fra 1363. En anden form, Ælsburgli, findes i Repertorium diplomaticum Regni Danici mediævalis (brev nr. 2694), dog uden specifik kontekst angivet i de tilgængelige uddrag.
Navnet tolkes som en sammensætning af mandsnavnet Elef (eller den ældre form Ælef) og efterleddet -borg. Sidstnævnte skal her sandsynligvis forstås i en ældre betydning som 'bakke', 'højdedrag' eller 'befæstet sted' snarere end en militær borg. Navnets betydning er dermed "Elefs bakke" eller "Elefs borg". Brugen af et personnavn tyder på, at stedet er opkaldt efter en specifik, muligvis betydningsfuld, person fra områdets tidlige historie, hvilket kan indikere en grundlæggelse i vikingetiden eller tidlig middelalder.

#### Arkæologi og Tidlige Spor
Selvom de skriftlige kilder er fra 1300-tallet, antages landsbyen at være ældre end stenkirken, som blev opført i første halvdel af 1200-tallet. Der er fundet spor af gamle vejforløb i området. Folkemindesamleren Evald Tang Kristensen, der var lærer i det nærliggende Brandstrup, beskrev en gammel vej fra Fårup til Elsborg, der krydsede Faldborgdalen og Vindelsbæk. Rester af vejen kunne ifølge ham ses som hulninger i terrænet.
Det mest markante fortidsminde er den fredede gravhøj Egehøj, der ligger nord for landsbyen. Derudover er der registreret 26 sløjfede eller ødelagte gravhøje i sognet, hvoraf en del lå i en gruppe nær Egehøj. Den høje koncentration af gravhøje (mindst 27 i alt) vidner om en betydelig bosættelse i oldtiden, sandsynligvis i bronzealderen eller ældre jernalder.

### Elsborg Kirke
Elsborg Kirke udgør sognets historiske centrum.

#### Arkitektur
Kirkens ældste dele, kor og skib, er opført i romansk stil, sandsynligvis i første halvdel af 1200-tallet, af tilhuggede granitkvadre på en skråkantsokkel. Murværket er dog præget af senere reparationer. Et lille romansk vindue i korets østgavl er bevaret, men ændret med murstenskarme. Over vinduet ses en yngre korsformet dekoration. De oprindelige nord- og syddøre i skibet er tilmurede, især norddøren er tydelig.
Tårnet mod vest er tilføjet i senmiddelalderen, muligvis 1500-tallet. Det er relativt smalt og bygget af genanvendte kvadre, kampesten og munkesten. Tårnet er hvidkalket og har saddeltag. Årstallet 1744 er indmuret på sydsiden, hvilket formentlig markerer en større reparation, hvor tårnrummets hvælv blev indbygget. Kirkens tage er dækket af røde tegl.
Indvendigt har kirken hvidkalkede vægge. Skibet har et usædvanligt fladt gipsloft, mens koret har et sengotisk ottedelt ribbehvælv. Gulvet er belagt med gule teglsten i sildebensmønster.

#### Inventar
Kirken rummer inventar fra forskellige perioder, især renæssancen.
- Døbefonten: Kirkens ældste stykke inventar er den romanske granitdøbefont med en enkel række rundbuer nederst på foden.
- Altertavlen: En "ungrenæssancetype" fra ca. 1550-1590, beskrevet som usædvanlig. Midterfeltet har et maleri af Den Sidste Nadver (fra midten af 1600-tallet) og to sidefløje (fra restaurering 1941) med forgyldte indskrifter.
- Prædikestolen: Fra starten af 1600-tallet i rigt udskåret renæssancestil. Fagene har senere malerier af de fire evangelister, indrammet af rundbuer og adskilt af dobbelte søjler med løvehoveder under. Der er en stærk formodning om, at prædikestolen stammer fra den nedrevne Gråbrødre Kirke i Viborg (nedlagt 1812).[3]

Tilstedeværelsen af dette relativt kostbare renæssanceinventar i en lille landsbykirke er bemærkelsesværdig og vidner om ressourcer og ambitioner i sognet eller hos dets patroner efter Reformationen.

### Reformation og Landboreformer

#### Reformationen
Reformationen i 1536 medførte store ændringer. Udover det nye inventar (altertavle, prædikestol) fik reformationen direkte juridiske og økonomiske konsekvenser. En retssag fra herredagen i Viborg i 1537 illustrerer dette: Viborg Hospital sagsøgte herremanden Glob Krabbe til Østergård om ejerskabet til to gårde, heraf en i Elsborg. Gårdene var doneret af Krabbes forældre til Skt. Anne Gildet i Viborg mod afholdelse af sjælemesser. Da sjælemesserne blev afskaffet, mente Krabbe, at donationens grundlag var bortfaldet. Rigsrådet dømte dog imod ham og henviste til et kongebrev fra 1528, der havde overdraget opløste gilders ejendomme til Viborg Hospital. Sagen viser, hvordan kirkeligt gods blev omfordelt til kronen eller nye institutioner.

#### Landboreformerne
Landboreformerne i slutningen af 1700-tallet førte til store ændringer i landbruget. I Elsborg Sogn fandt udskiftningen sted i 1793 som en stjerneudskiftning. Dette betød typisk, at gårdene kunne blive i landsbyen, mens jorden blev samlet i kileformede lodder ud fra byen. På dette tidspunkt var der 11 fæstegårde i Elsborg by under godserne Palstrup og Aunsbjerg.
Udskiftningen blev hurtigt fulgt af overgang til selveje. De to store gårde, Elsborggård og Bjerringgård, som lå lidt uden for landsbykernen, blev solgt fra godserne kort efter: Bjerringgård fra Palstrup i 1795 til Jens Mogensen Fogh, og Elsborggård fra (formentlig) Palstrup omkring 1797, hvorefter den blev solgt videre i 1800 til landmåler Niels Grøn. Dette markerede en fundamental ændring fra fæstevæsen til et samfund af selvejende gårdmænd.

### Udvikling i 1800-tallet
Gennem 1800-tallet var Elsborg administrativt og kirkeligt tæt knyttet til Højbjerg Sogn som annekssogn og som del af Højbjerg-Elsborg sognekommune (indtil 1970).
Anlæggelsen af Langå-Viborg Jernbane i 1863 med station i Rødkærsbro (3 km nord for Elsborg) fik stor betydning. Rødkærsbro voksede til en stationsby med kro (1864), telegraf, post og erhvervsliv. Dele af Rødkærsbro, syd for Vindelsbæk, kom til at ligge i Elsborg Sogn. Her blev Rødkærsbro Andelsmejeri etableret i 1886 ("ved Rødkjærsbro" ifølge Trap 3. udg.). Mejeriet og jernbanen skabte nye økonomiske muligheder for landbruget i Elsborg og bidrog til en markant befolkningstilvækst i sognet i sidste halvdel af 1800-tallet (se #Demografi). Oprettelsen af Spare- og Laanekassen for Elsborg Sogn i 1874 vidner også om øget økonomisk aktivitet.

## Historiske Gårde og Vartegn

### Elsborggård
Elsborggård (matr. nr. 2) var historisk en af sognets største gårde, beliggende sydøst for landsbykernen. Efter salget til selveje omkring 1797/1800 havde gården skiftende ejere:
- Ca. 1797-1799: Etatsråd Christian Michael Folsach.
- 1800-1811: Landmåler Niels Grøn, som anlagde en bemærkelsesværdig have.
- Ca. 1815-1840'erne: Niels Møller.
- 1853-1882: Georg von Schmidten (tidl. forpagter på Rosenholm).
- 1887-1983: Familien Døssing/Christensen. Rasmus Nielsen Døssing købte gården 1887. Sønnen Niels Anders Døssing (d. 1912) overtog. Hans enke Mathilde giftede sig med Martin Christensen, hvis søn Karl Christensen ejede gården til sin død i 1983.

Ejerhistorien afspejler social mobilitet og den lange stabilitet, der kendetegner slægtsgårde.

### Bjerringgård
Bjerringgård (opr. matr. nr. 3a, nu Elsborgvej 81) er den anden store gård, beliggende nord for vejen overfor Elsborggård. Den blev solgt til selveje fra Palstrup i 1795 til Jens Mogensen Fogh. Gården var bemærkelsesværdigt længe i samme slægts eje (eller forbundne familier) fra ca. 1802/1815 til 2011:
- 1802-1813: Christen Bach (også kirkeejer) og Florentine f. Kuhr.
- 1815-1853: Ole Pedersen Kirkegaard (gift med enken Florentine Kuhr).
- 1853-1891: Rasmus Johansen (gift med Florentine Rebekka Bach, barnebarn af Christen Bach).
- 1891-1925/28: Niels Hansen Serup.
- 1928-ca. 1972: Sønnen Sigvald Hansen.
- Ca. 1972-2011: Sønnen Niels Hansen (II).
- 2011: Solgt ud af slægten til Arne Søndergaard, Brandstrup.

Gårdens bygninger blev løbende moderniseret gennem 1900-tallet (nye længer 1901, 1904, 1960/1974; nyt stuehus 1936 efter brand). Driften blev mekaniseret og specialiseret med fokus på kvægproduktion. Dele af bygningerne blev fjernet efter 2011.

### Højbjerg Mølle og Kro
Selvom navnet peger mod nabosognet, ligger Højbjerg Mølle i Elsborg Sogn ved Tange Å, hvor den gamle landevej Aarhus-Viborg krydsede åen. Møllen nævnes første gang i 1513 og har tilhørt Alling Kloster og Palstrup. Placeringen gjorde den til et knudepunkt med mølleri, kro og senere købmandshandel. Mølleren skulle vedligeholde broen mod at opkræve bropenge. Der var også et separat brohus, hvor der angiveligt blev drevet smugkro. En konkurrerende "Lille mølle" blev opkøbt og nedlagt.

### Andre Historiske Ejendomme
- Forsvundne gårde: Trap Danmark nævner flere gårde kendt fra ældre kilder, men som ikke længere eksisterer: Aspe (1310), Vestergård (1494), Mosgård (1503, ejet af bl.a. Anders Munk og Niels Jonsen Viffert, til kronen 1582), Bjergesgård (1542).[1]
- Elsborg Hedegård: Nævnes som en tredje betydelig gård. I nyere tid drevet af Kuhr-familien, der opførte en moderne rund kostald.
- Vindelsbæk Huse: Omtales som en samling huse i sognet.

## Demografi
Befolkningsudviklingen i det tidligere Elsborg Sogn viser en markant vækst i sidste halvdel af 1800-tallet, sandsynligvis påvirket af jernbanens komme og mejeriet i Rødkærsbro, efterfulgt af en mere stabil eller let faldende tendens i 1900-tallet og frem.
| År   | Indbyggertal | Note                      |
| ---- | ------------ | ------------------------- |
| 1801 | 142          |                           |
| 1840 | 212          |                           |
| 1850 | 240          |                           |
| 1860 | 316          |                           |
| 1890 | 512          |                           |
| 1901 | 591          |                           |
| 1930 | 514          |                           |
| 1955 | 529          |                           |
| 1960 | 494          |                           |
| 2004 | 494          | (467 folkekirkemedlemmer) |
| 2006 | 494          |                           |
| 2011 | 501          | (264 mænd, 237 kvinder)   |
| 2015 | 475          | (255 mænd, 220 kvinder)   |